# 카렐어
카렐어(카렐어: karjalan kieli 카리알란 키엘리)는 핀란드어와 가까운 관계에 있는 핀우그리아어파 언어이다. 표준 핀란드어와의 중대한 차이점은 표준 핀란드어에 없는 음운이 여럿 있다는 점과 19세기와 20세기 핀란드어의 영향을 받지 않았다는 점이다. 카렐어의 표준어는 없고 글로 쓰는 이마다 각자의 방언을 쓴다. 적는 데 사용하는 문자는 핀란드어에서 쓰는 로마 문자에 몇 글자를 더한 것이다.
이 문서는 러시아령 카렐리야 공화국에서 쓰이는 언어형을 주로 다룬다. 핀란드에서는 보통 제2차 세계 대전 이후 카렐리야 지협을 비롯한 옛 핀란드령 서카리알라의 절반이 소비에트 연방으로 넘어가는 과정에서 새 국경을 넘어 핀란드로 이주한 이 지역의 카리알라인 난민 42만명의 방언을 카리알라어라고 한다. 이 방언들은 본토 핀란드어의 영향을 많이 받았는데 이는 17세기 당시 핀란드를 지배하던 스웨덴이 잉그리아(Ingria)까지 확장하면서 특히 사보 지방의 핀란드인들이 이들 지역에 많이 이주하였기 때문이다. 그래서 같은 카리알라어라도 러시아 정교회권인 러시아령 동카리알라와 루터교권인 핀란드령 서카리알라 사이의 언어학적 경계는 같은 루터교권인 핀란드의 사보와 핀란드령 카리알라 사이의 언어학적 차이보다 아마 더 뚜렷했을 것이다. 오늘날 이들 방언들은 카리알라인 난민 거의 대부분이 정착한 핀란드의 남카리알라 지역에 집중되어 있다.
카렐어는 러시아의 카렐리야 공화국과, 핀란드에 사는 5,000명이 사용하고 있다.
4개의 방언으로 나뉘어 있다.
- 표준카렐어
  - 북카렐어
  - 남카렐어
- 올로네츠카렐어 (또는 리비어)
- 루디어

루디어는 가끔은 벱스어의 방언으로 분류되기도 한다.
키릴 문자가 원래는 1940년에서 1980년대까지 사용되었다.

## 음운

### 닿소리
|        |        | 순음 | 치음/ 치경음 | 후치경음/ 경구개음 | 연구개음 | 성문음 |
| ------ | ------ | ---- | ------------ | ------------------ | -------- | ------ |
| 비음   | 비음   | m    | n            |                    | ŋ        |        |
| 파열음 | 무성음 | p    | t            |                    | k        |        |
| 파열음 | 유성음 | b    | d            |                    | ɡ        |        |
| 파찰음 | 무성음 |      |              | tʃ                 |          |        |
| 파찰음 | 유성음 |      |              | dʒ                 |          |        |
| 마찰음 | 무성음 |      | s            | ʃ                  |          | h      |
| 마찰음 | 유성음 | v    | z            | ʒ                  |          |        |
| 전동음 | 전동음 |      | r            |                    |          |        |
| 접근음 | 접근음 |      | l            | j                  |          |        |

### 홀소리
|        | 전설 | 전설 | 후설 |
| 비원순 | 원순 |      | 후설 |
| ------ | ---- | ---- | ---- |
| 폐     | i    | y    | u    |
| 중     | e    | ø    | o    |
| 개     | æ    |      | ɑ    |

## 독립된 언어? 방언?
일찍이 일부 핀란드 언어학자들은 카리알라어를 핀란드어의 방언으로 분류하였다. 오늘날에도 러시아의 카렐리야 공화국에서는 카리알라어를 핀란드어의 방언으로 보고 있다. 그러나 현재는 언어학적으로 보통 동카리알라에서 사용되는 카리알라어는 독립된 언어로 분류한다. 음운과 어휘의 차이로 인해 핀란드어와 이 지방의 카렐리야어 사이는 서로 정확한 의사 소통이 되지 않는 경우가 많다. 
반면 핀란드의 남카리알라 지역에서 쓰이는 방언은 핀란드어의 동남부 방언의 일부로 분류된다. 제2차 세계 대전 이전의 옛 핀란드령 서카리알라에서 쓰이던 방언도 마찬가지로 핀란드어의 방언으로 분류되는데, '카리알라 방언'이라 이르기도 한다.

## 문자
지금은 라틴 문자를 사용한다.
| A a | B b | Č č | D d | E e | F f | G g |
| H h | I i | J j | K k | L l | M m | N n |
| O o | P p | R r | S s | Š š | Z z | Ž ž |
| T t | U u | V v | Y y | Ä ä | Ö ö | '   |

## 같이 보기
- 카렐리야
- 카리알라인
- 카렐리야 공화국